# Бої на Каховському плацдармі (1920)
Бої на Кахо́вському плацдармі — бойові дії, які точилися під час Громадянської війни в Росії з 7 серпня до 28 жовтня 1920 року між одиницями червоної 13-ї армії і білим 2-м корпусом, який був частиною Російської армії генерала Врангеля. Червоні боронили розташування на лівому березі Дніпра поблизу Каховки, яке мало бути пунктом переходу до наступу в напрямку Перекопу й Криму та остаточної поразки білих на південному фронті. Штурм розташування білими 14 жовтня закінчився їхньою поразкою.
Це була одна з нечисельних битв Громадянської війни, яка розгорталася на кшталт позиційних боїв на західному фронті Першої світової війни. Обидві сторони скерували до неї найліпші сили й спорядження, які мали.

## Передумови
У перебігу чергових фаз північнокавказької операції в лютому—березні 1920 року Червона армія витіснила білі Збройні сили Півдня Росії з Північного Кавказу й Кубані. Наприкінці березня 35 тисяч білих солдатів на чолі з командувачем Збройних сил Півдня Росії генералом Антоном Денікіним на британських суднах евакуювалася з Новоросійська в досі контрольований білими Крим. 4 квітня 1920 новим командувачем білих на південному фронті став генерал Петро Врангель, а його сили перейменовано на Російську армію. Зважаючи на величезну кількісну перевагу червоних і розуміючи, що поразка неминуча, Врангель попри все постановив ще у квітні розпочати провокативні дії, використовуючи задіяння Червоної армії у війні з Польщею. У червні Російська армія розпочала північнотавридську операцію, атакуючи з Криму на північ і доходячи до Олександрівська, Мелітополя й Маріуполя. Червона армія, у боях з поляками досягаючи успіхів і наближаючись до Варшави, не мала сил, здатних хутко нейтралізувати ці успіхи білих. 10 серпня Франція офіційно визнала, що Врангель керував півднем Росії. Натомість він обіцяв по перемозі над більшовиками сплатити борги царської Росії, скликати народні збори й здійснити аграрну реформу.
Положення білих змінилося по перемозі польських військ у Варшавській битві і відверненні Червоної армії з Польщі. Відтоді ціллю більшовиків стало, з одного боку, укладення мирного договору з Польщею, а з іншого — розбиття білих сил у північній Тавриді і в Криму.

## Перебіг битви

### Утворення каховського плацдарму
7 серпня 1920 року одиниці 13-ї армії, що командував нею Роберт Ейдеман, переправилися через Дніпро в районі Каховки. Здобуття червоними плацдарму на лівому березі Дніпра мало на меті затримання сподіваного маршу білих з Криму в правобережну Україну, а в подальшій перспективі — унеможливлення для угруповань військ Врангеля, що вийшли з півострова, повернення в Крим. Червоні здобули кілька плацдармів на лівому березі Дніпра, однак тільки цей під Каховкою залишився утриманий. До 12 серпня 52-га стрілецька дивізія, 15 дивізія, а також Латвійська дивізія, а відтак ще й 51-ша  стрілецька дивізія, переміщуючись далі на південь, досягли лінії Великі Копані — Білоцерківка — Велика Маячка — Любимівка. 51-шу дивізію під командуванням Василя Блюхера вважали за найліпший підрозділ у 6-й Червоній армії. З 51-ї дивізії виділено ударно-вогневу бригаду, у  складі якої були найбільш досвідчені, дисципліновані й міцні солдати. У її інвентарі були три танки (які, однак, не взяли участі в битві), два відділи броньованих автомобілів, два полки піхоти (разом трохи менше ніж 6 тис солдатів), 200 машинних карабінів, батарея стаціонарних вогнеметів, батарея шестидюймових гавбиць, міномети, а також відділ зв'язку. Під контролем червоних залишалися чотири переправи через Дніпро.
З метою ліквідації плацдарму червоних на лівому березі Дніпра білі вирядили в район майбутньої битви свої найліпші сили, у тому й 12 танків Mark V, наданих Збройним силам Півдня Росії британцями у квітні 1919. Застосування танків значною мірою посприяло успіху білих у битві за Донбас у травні — червні 1919 року, здобуття Царицина 30 червня того ж року, а також до успіхів наступу Збройних сил Півдня Росії з Криму навесні 1920 року.
Від 8 серпня на плацдармі тривали інженерні роботи, що ними керував Дмитро Карбишев. На каховському плацдармі Червона армія вперше під час громадянської війни провадила позиційну оборону з трьома лініями оборони. Перша з них, загальної довжини 55 км, складалася з самих тільки окопів, забезпечених колючим дротом. Вона мала на меті тільки стримати сподіваний наступ білих. Друга, головна, лінія довжиною 30 км, окрім двох ліній окопів і потрійного колючого дроту, мала гнізда машинних карабінів, схрони піхоти й спостережні пункти артилерії.

### Розвиток ситуації на південному фронті й приготування білих до битви
Кімнатні розмови між Польщею і Радою Народних Комісарів розпочалися в Ризі 21 вересня 1920 року, проте ще перед їхнім закінченням більшовики були переконані в тому, що вони закінчаться підписанням мирного договору, а у зв'язку з тим можна не боячись перекидувати додаткові сили на Південний фронт, складений з 6-ї і 13-ї Армії, а також 2-ї Кінної армії. 27 вересня командувачем Південного фронту став Михайло Фрунзе, який порадив 1-й Кінній армії Семена Будьонного доєднатися до сил Фронту. Прибуття Будьонного на лівий берег сподівалися в середині жовтня 1920 року. Більшовики здоліли знову порозумітися з Нестором Махном. Командування Російської армії довідалося про ці плани; Врангель зрозумів, що по такому перегрупуванні червоні здобувають гнітючу перевагу, і наказав прискорити наступальні дії. Утримування Черовною армією каховського плацдарму становило потенційну загрозу для Перекопу й мілководних заток Сивашу, ключових позицій білих. Врангель постановив не залишати теренів, зайнятих у ході Північнотавридської операції і не переходити до оборони в самому тільки Криму, щоб його солдати не зрозуміли, що ситуація Російської армії була вже своєю суттю безнадійна, і щоб серед них не вибухнула паніка.
8 жовтня, сподіваючись атаки білих танків, командування червоних вирішило копати протитанкові рви, однак ці роботи не було виконано до кінця. Підхід до лінії оборони було натомість заміновано, про що зрештою дізналися розвідники білих.
Сили білих під Каховкою, 2-й корпус під командуванням генерала Володимира Вітковського, налічували 6700 солдатів, 12 танків, 14 броньованих автомобілів, від 10 до 12 літаків, 20 важких гармат і біля 40 легких гармат. Червоні мали коло 10 500 солдатів, 250 машинних карабінів, 70 гармат, 12—15 броньованих автомобілів.
Сподіваючись тяжких боїв, Блюхер наказав залишити на плацдармі тільки людей і гармати, що мали бути безпосередньо задіяні в бою. Літаки білих, провадячи розвідку, сприйняли відведення тилів за цілковитий відступ червоних, а розпалену ними пожежу сухої трави — за спалювання непотрібних речей під час відходу. На цій підставі Врангель помилково визначив, що атака значно слабшими силами має шанси на успіх, і наказав генералові Вітковському перехід до наступу. Білі переоцінили свої сили: не взяли під увагу й того факту, що їхні власні підрозділи мали значно нижчу боєздатність, ніж у попередніх фазах громадянської війни, а сили Червоної армії ставали дедалі ліпше організовані.

### Перебіг битви 14 жовтня 1920 року

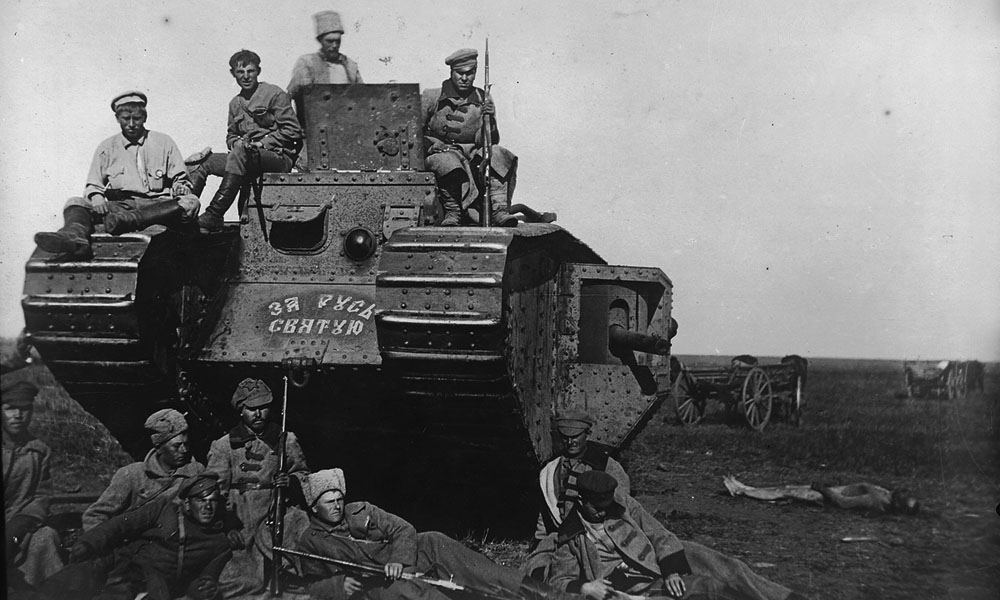
Солдати червоної 51-ї стрілецької дивізії біля здобутого танка білих

14 жовтня по артилерійському приготуванні білі розпочали танкову атаку на позиції червоних. Танки без проблем перетнули першу лінію окопів червоних, було обірвано телефонний зв'язок між підрозділами Червоної армії, але вогонь червоної піхоти й мишинних карабінів змусив кавалерію й піхоту білих, що йшла позаду танків, до затримання. Ці сили не взялися навіть до спроби атаки на головну лінію окопів. Легка кінна батарея білих у темряві потрапила на замасковані вогнемети, а потім у паніці втекла з поля бою. Деякі танки, залишені без підтримки піхоти й кавалерії, безуспішно силувалися дістатися до тилів червоних, якісь висувалися перед головоною лінією оборони, інші повернулися. Лишень чотири з дванадцяти машин не було знищено.
О 20-й годині того самого дня штаб Врангеля зрозумів, що наступ білих завершився цілковитою катастрофою. Білі припустилися занадто багатьох помилок: танки, артилерія і пехота не координували своїх дій, авіація білих з'явилася на місці запізно, щоб відіграти принаймні якусь роль, крім того, наступ танків розпочато надто рано, ще перед сходом сонця. Повторення наступу на каховський плацдарм не мало сенсу, бо корпус генерала Вітковського було занадто важко послаблено, а надто він не міг уже розраховувати на підтримку зі сторони задіяної на Правобережжі 2-ї армії Д. Драценка. Щоправда, 6 жовтня вона перейшла через Дніпро, завдяки ефектові несподіванки здобуваючи певні успіхи, однак 13 жовтня вона здобула поразку в зіткненні зі свіжими силами червоних.

## Увіковічнення пам'яті про битву
Битву під Каховкою увіковічнює пам'ятник Легендарна тачанка, що стоїть у степу на підведень від міської забудови Каховки, на місці, де перебував стан командування Василя Блюхера. У 1957—2016 роках у Каховці було погруддя Блюхера, демонтоване в рамках української декомунізації, яка розпочалася після Євромайдану. Було запропоновано зробити на місці демонтованого монумента водограй. У січні 2020 року Український інститут національної пам'яті надіслав міському голові міста Каховки Андрієві Дяченку листа, в якому вказав на необхідність демонтування пам'ятника «Легендарна тачанка» згідно із законом Про засудження комуністичного та націонал-соціалістичного тоталітарних режимів. Мер Каховки у відповідь заявив, що «буде боротися за пам'ятник».
У фільмі 1935 року «Три товариші» виконується «Пісня про Каховку», в якій битва згадується як один з «етапів великої дороги». У пісні згадується постать дівчини в шинелі, яка йде охопленою вогнем Каховкою. У прив'язанні до цих слів 1955 року в Каховці зведено гіпсовий пам'ятник на честь усіх жінок, що боролися в громадянській війні по боці більшовиків. У 1983 році його заступлено монументальнішим пам'ятником авторства Фрідріха Соґояна. Пам'ятник звичайно називають «Дівчина в шинелі».